# Лёкос
Лёкос — река в России, протекает по Ханты-Мансийскому АО. Устье реки находится в 124 км по правому берегу реки Кысъёган. Длина реки составляет 115 км, площадь водосборного бассейна 951 км².
Высота устья — 103 м над уровнем моря.

## Притоки
- Сартигол (лв)
- В 54 км от устья, по правому берегу реки впадает река Нельчавигол.
- В 61 км от устья, по левому берегу реки впадает река Лабандаренигол.

## Данные водного реестра
По данным государственного водного реестра России относится к Верхнеобскому бассейновому округу, водохозяйственный участок реки — Вах, речной подбассейн реки — бассейн притоков (Верхней) Оби от Васюгана до Ваха. Речной бассейн реки — (Верхняя) Обь до впадения Иртыша.
Код объекта в государственном водном реестре — 13011000112115200037739.